# 2000년 하계 올림픽 소프트볼
2000년 하계 올림픽 소프트볼 경기는 2000년 9월 17일부터 9월 26일까지 오스트레일리아 시드니에서 열렸다.

## 참조
- 올림픽 공식 리포트[깨진 링크(과거 내용 찾기)]